# État de Chhota Udaipur
1743–1948
Entités précédentes :
- Raj britannique

Entités suivantes :
- Inde

Chhota Udaipur était un État princier des Indes jusqu'en 1948. Cet État princier a été intégré dans l'État du Gujerat.
L'État se trouvait à l'est de Baroda. La capitale était la ville de Chhota Udaipur. 
Les éléments des symboles de l'État font référence à la prise de la forteresse de Pawagadh par Mahmud Shâh en 1482 et à la mort de Patai Râwal. Pawagadh signifie « quart de mont », une partie de la montagne himalayenne porté par le dieu Hanoumân dans le Rāmāyana.

## Dirigeants: Mahârâwals
L'ancêtre de la dynastie est Patai Râwal, le dernier râja de Champaner (fin XVe siècle).
- 1762 - 1771 : Arsisinhji
- 1771 - 1777 : Hamirsinhji II
- 1777 - 1822 : Bhimsinhji
- 1822 - 1851 : Gumansimhji
- 1851 - 1881 : Jitsimhji
- 1881 - 1895 : Motisimhji
- 1895 - 1923 : Fatehsimhji
- 1923 - 1946 : Natwarsimhji Fatehsimhji
- 1946 - 1947 : Virendrasimhji